# Richard Seidel (Gewerkschafter)
Richard Seidel (* 13. Juni 1882 in Berlin; † 19. November 1951) war ein deutscher Lithograf, Redakteur und Gewerkschaftsfunktionär.

## Leben
Seidel absolvierte nach dem Schulbesuch eine Lehre zum Lithographen und war anschließend in diesem Beruf tätig. Seidel wurde 1904 Gewerkschaftsmitglied und trat im Jahr 1907 der SPD bei. Ab 1913 war Seidel Bildungssekretär beim Bezirks-Bildungsausschuss Groß-Berlin tätig. Nach dem Ende des Ersten Weltkrieges war er in der Zeit von 1918 bis 1922 Schriftleiter der USPD-Zeitung Freiheit, danach bis 1926 beim Deutschen Eisenbahner-Verband Sekretär für Betriebsrätewesen sowie kollektives Arbeitsrecht und anschließend bis 1933 Schriftleiter der Gewerkschafts-Zeitung des ADGB-Bundesvorstandes. Zudem war er Vorsitzender des Arbeiterkulturkartells in Berlin und gehörte dem Reichsausschuss für sozialistische Bildungsarbeit an.
Während des Zweiten Weltkrieges war Seidel von den Verschwörern des Attentats vom 20. Juli 1944 im Schattenkabinett Beck/Goerdeler im Fall eines gelungenen Putsches als Abteilungsleiter Presse in einer zukünftigen Reichsleitung vorgesehen. Es ist unbekannt, ob Seidel davon Kenntnis hatte.
Nach Kriegsende war Seidel Redakteur beim Badischen Gewerkschafter und Dozent  an der Akademie für Arbeit in Frankfurt am Main. Ab dem Jahr 1950 war er durchgehend für die DGB-Zeitung Welt der Arbeit tätig.

## Werke
- Die Gewerkschaftsbewegung und das Rätesystem Seidel, Richard. – Berlin : Der Arbeiter-Rat, 1919
- Die Gewerkschaften in der Revolution Seidel, Richard. – Berlin : „Freiheit“, 1920
- Die Gewerkschaftsbewegung und das Streikrecht der Beamten Seidel, Richard. – Berlin : T. Breitscheid, Verl. [Der Sozialist], [1922]
- Arbeitszeit, Arbeitslohn und Arbeitsleistung (gemeinsam mit Paul Hertz), Berlin : Verlagsgesellschaft d. Allg. Deutschen Gewerkschaftsbundes, 1923
- Die Betriebsräteschule Seidel, Richard. – Berlin : Verlag d. Arbeitsgemeinschaft, 1924
- Die Gewerkschaften nach dem Kriege Seidel, Richard. – Berlin : J. H. W. Dietz Nachf., 1925
- Gewerkschaften und politische Parteien in Deutschland, Seidel, Richard. – Berlin[-Charlottenburg, Berliner Str. 42/43] : Weltgeist-Bücher Verl.-Ges., 1928
- Die Gewerkschaftsbewegung in Deutschland Seidel, Richard. – Amsterdam : Internationaler Gewerkschaftsbund, 1929, 2., erw. Aufl.